# Harry Gugger
Harry Gugger (* 15. Oktober 1956 in Gretzenbach) ist ein Schweizer Architekt und emeritierter Professor.

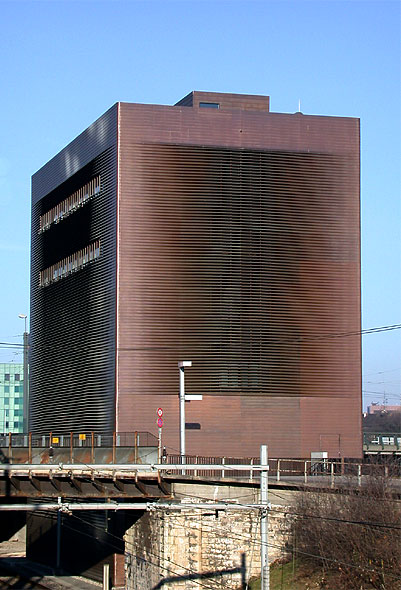
Stellwerk II, Basel

## Werdegang
Harry Gugger machte von 1973 bis 1977 eine Lehre als Werkzeugmacher. Nach abgebrochenen Studien in Maschinenbau und Germanistik studierte er von 1984 bis 1989 Architektur an der Eidgenössischen Technischen Hochschule Zürich, unter anderem bei Flora Ruchat-Roncati und an der Columbia University, unter anderem bei Tadao Ando. Nach dem Architekturdiplom 1990 an der ETH Zürich arbeitete Gugger bei Herzog & de Meuron. Von 1991 bis 2009 wirkte er als Partner. Harry Gugger war Assistent an der Summer School in Karlsruhe. Im Jahr 1994 war er Gastprofessor an der Hochschule Weimar. Von 2000 bis 2006 war er External Examiner an der AA School of Architecture in London. 2001 war er Gastprofessor an der Eidgenössischen Technischen Hochschule Lausanne (EPFL). Im Jahr 2005 wurde Harry Gugger zum Professor an der EPFL, wo er das Laboratory for Architectural Production gründete, gewählt. Sein Labor war verantwortlich für die nationale Teilnahme von Bahrain «Reclaim» an der Architekturbiennale in Venedig 2010, im selben Jahr gründete er ein Architekturbüro.

## Bauten
als Partner bei Herzog & de Meuron:
- 1991–1994: Stellwerk I, Basel

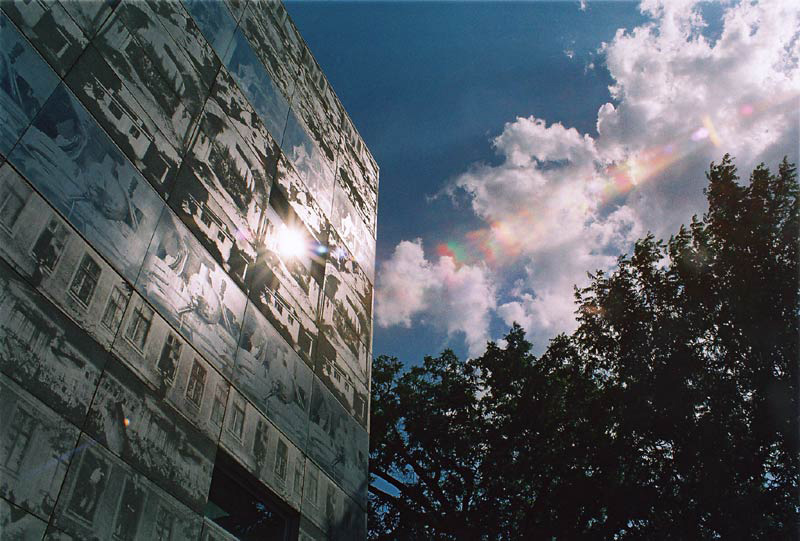
Bibliothek der Fachhochschule Eberswalde

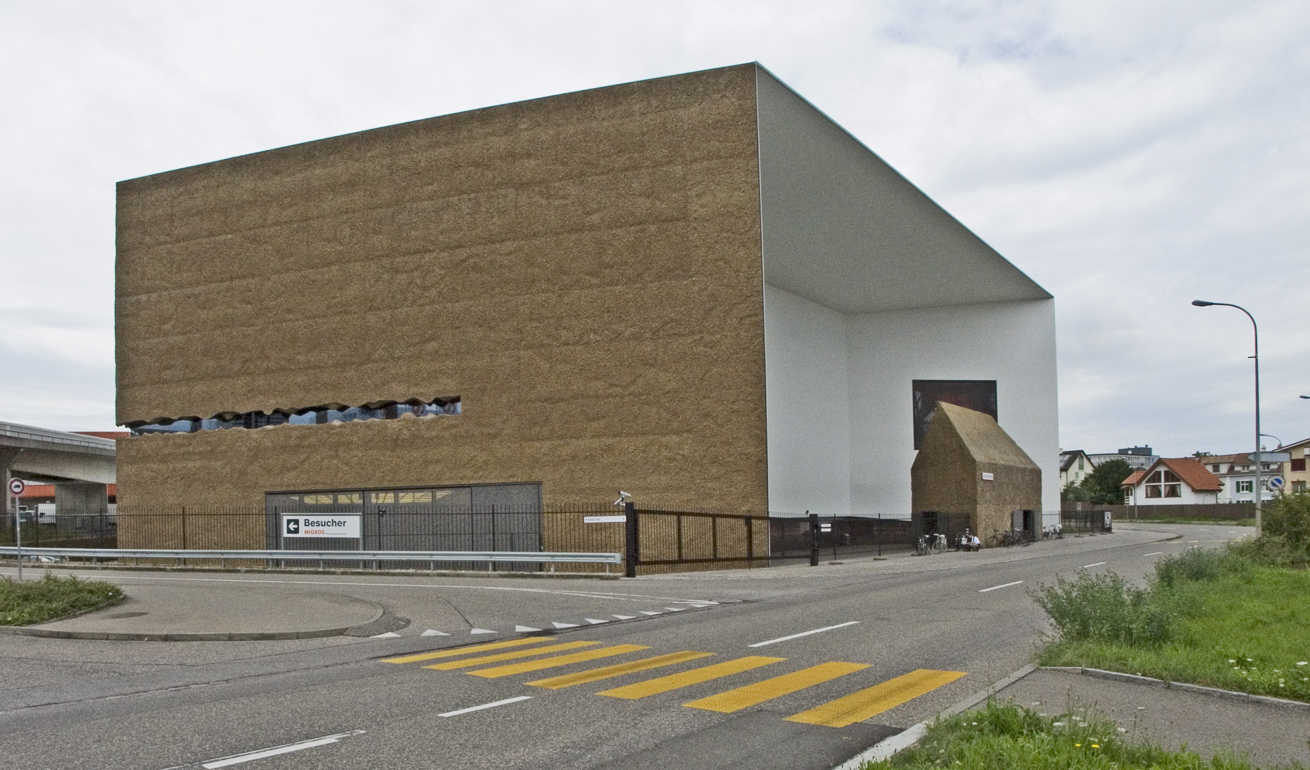
Schaulager für die Laurenz Foundation, Münchenstein

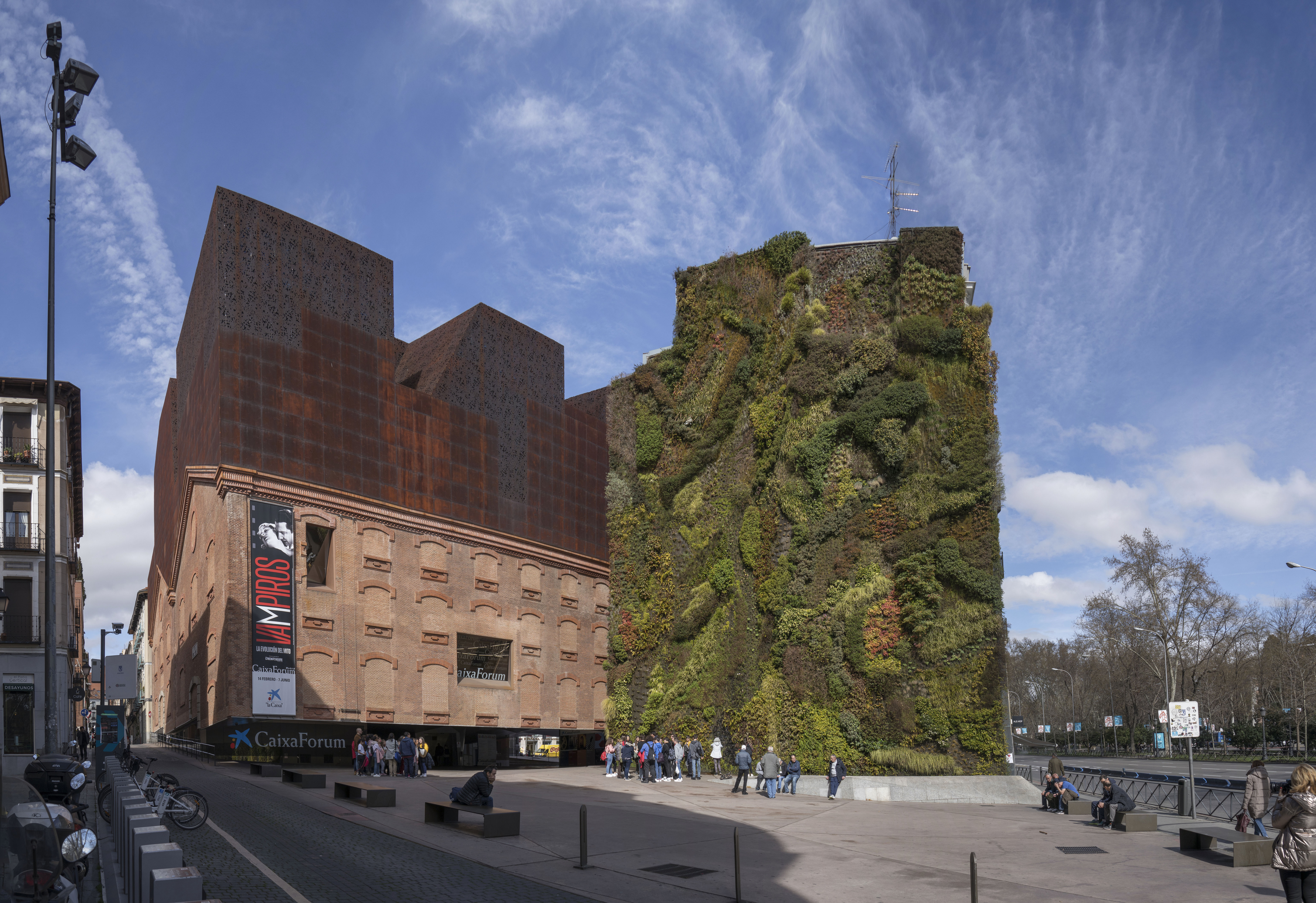
CaixaForum, Madrid

- 1989–1995: Lokomotiv Depot auf dem Wolf, Basel
- 1994–1999: Bibliothek der Fachhochschule Eberswalde
- 1995–1999: Stellwerk II, Basel
- 1995–2000: Tate Modern, London
- 2000–2002: Hauptsitz für Prada USA, New York
- 1997–2003: Laban Dance Centre, London
- 1998–2003: Schaulager für die Laurenz Foundation, Münchenstein
- 2001–2008: CaixaForum, Madrid
- 2004–2009: Erweiterung Tate Modern, London
- 2008–2009: Kolkata Museum of Modern Art, Kolkata

eigene Bauten:
Eine Auswahl von Guggers Bauten wurden von Margherita Spiluttini fotografiert.
- 1995–1996: Doppelhaus, Bruderholz[2]
- 2010–2012: Erweiterung Haus und Atelier, Binningen
- 2010–2014: Wohnhäuser, Allschwil
- 2010–2015: Seniorenwohnanlage, Dietikon
- 2014–2016: Wohn- und Geschäftshaus, Münchenstein
- 2018: Wohnanlage Hirtenweg, Basel[3]
- 2019: Erweiterung Hochschule Luzern für Design und Kunst, Emmen[4]
- 2016–2020: Umbau Silo Erlenmatt, Basel[5][6]

## Auszeichnungen und Preise
Preise als Partner bei Herzog & de Meuron:
- 1994: Brunel Award für Stellwerk I, Basel
- 1994: Brunel Award für Lokomotivdepot auf dem Wolf, Basel
- 1996: Shortlist – Mies van der Rohe Preis für Lokomotivdepot auf dem Wolf, Basel
- 1996: Max-Beckmann-Preis
- 1999: Rolf-Schock-Preis
- 2003: RIBA Stirling Prize für Laban Dance Centre, London
- 2005: Brandenburgischer Architekturpreis für Bibliothek der Fachhochschule Eberswalde

Eigene Preise:
- 2004: Prix Meret Oppenheim
- 2010: Goldener Löwe auf der Architekturbiennale Venedig für Bahrain Pavillon Reclaim
- 2012: Die schönsten Schweizer Bücher
- 2021: Auszeichnung – Architekturpreis Beton für Umbau Silo Erlenmatt, Basel
- 2020: Vorstellung von Umbau Silo Erlenmatt, Basel in Best Architects 21

## Ausstellungen
- 2010: Bahrain Pavillon Reclaim, Architekturbiennale Venedig mit Noura Al Sayeh Holtrop, Fuad Al-Ansari und Leopold Banchini